# La Troba Kung-Fú
La Troba Kung-Fú est un groupe musical espagnol, originaire de Barcelone. Il se concentre musicalement sur la rumba, qu'il fusionne avec d'autres styles.

## Histoire
Le fondateur, Joan Garriga, forme le groupe quelques années après la dissolution de Dusminguet en 1995. Le groupe est une des références de la musique « mestizos » avec notamment Ojos de Brujo, Macaco, Amparanoïa, et Manu Chao. Le premier album, Clavell morenet, est publié en même temps qu'une gazette électronique et peut être téléchargé gratuitement en haute qualité MP3. Grâce à cette stratégie et à l'autoproduction de l'album, Joan Garriga reçoit le prix de la ville de Barcelone en 2007.
La Troba Kung-Fú continue de donner des concerts en Belgique, aux Pays-Bas, en France, en Catalogne et en Espagne. Elle s'est également produite au Lincoln Center de New York.

## Membres
- Joan Garriga — accordéon, voix principale
- Pep Terricabras — batterie
- Flor Inza — percussions
- Luis Arcos — guitare
- Marià Roch — basse
- Muchacho — guitare flamenco, chœurs
- Toti Arimany — dubber

## Discographie
- 2007 : Clavell morenet (Chesapik)
- 2009 : Rumbia at Ernesto's (Chesapik)
- 2010 : A la panxa del Bou (Chesapik)
- 2013 : Santalegria (Chesapik)